# بيدرو ألميدا
بيدرو ألميدا (5 أبريل 1993 في البرتغال - ) هو لاعب كرة قدم برتغالي في مركز الدفاع. شارك مع منتخب البرتغال تحت 16 سنة لكرة القدم ومنتخب البرتغال تحت 17 سنة لكرة القدم ومنتخب البرتغال تحت 18 سنة لكرة القدم ومنتخب البرتغال تحت 19 سنة لكرة القدم ومنتخب البرتغال تحت 20 سنة لكرة القدم. أما مع النوادي، فقد لعب مع أتليتيكو كلوب دي برتغال وأنورثوسيس فاماغوستا ويو دي ليريا وS.C.U. Torreense ‏.

## وصلات خارجية
- بيدرو ألميدا على موقع قاعدة بيانات كرة القدم.إي يو (الإنجليزية)
- بيدرو ألميدا على موقع Soccerway.com (الإنجليزية)